# Боинг 767
Боинг 767 (енгл. Boeing 767) је широкотрупни, двомоторни путнички авион који производи фирма Боинг. Тренутно се авион производи само у теретној варијанти и као танкер, док је производња путничке верзије окончана. Овај авион је био први Боингов широкотрупни авион који је имао стаклену пилотску кабину и којим су могла да управљају два члана. Авион користи двопроточне турбомлазне моторе има конвенционални реп и аеропрофилна крила, која смањују отпор ваздуха у лету. Боинг 767 може да понесе од 181 до 375 путника и долет од 7,130 до 11,825 km, зависно од верзије. Боинг 767 је развијен у исто време као и Боинг 757, па зато оба авиона имају велике сличности, што омогућава да посада са једног може управљати и другим авионом уз мању обуку.
У путничком варијанти Боинг 767 се производио у 3 дужине трупа. Првобитна верзија 767-200 је ушла у комецијалну употребу 1982. затим је настала верзија 767-300 која је полетела 1986. а за њом верзија 767-400ER (енгл. Extended Range - ER) са продуженим долетом, која је полетела 2000. године. Боинг 767-200ER и 767-300ER су ушли у комерцијалну употребу 1984. и 1988. док је теретна верзија полетела 1995. Од верзија -200 и -300 развијене су нове верзије, као што су: Боинг Е-767, који је коришћен за присмотру, за њим су развијени Боинг KC-767 и Боинг KC-46, који су коришћени за допуњавање резервоара војних авиона у ваздуху и развијене су верзије које су коришћене за ВИП транспорт.
Мотори које авион користи су: Џенерал Електрик ЦФ6, Прат & Витни ЈТ9Д, Прат & Витни ПВ4000 и Ролс-Ројс РБ211. Ови мотори су двопроточни турбомлазни мотори.
Боинг 767-200 је први пут полетео 1982. за авио-компанију Јунајтед ерлајнс. Авион је  најчешће коришћен на летовима у САД. На летовима се показала велика поузданост двомоторног авиона. Боинг 767 је био први двомоторни авион који је 1985. добио регулационо одобрење за прекоокеанске летове. Након тога авион је коришћен на доста интерконтиненталних рута. Боинг је отпочео развој нове верзије са већим капацитетом 1986. али је касније тај пројекат постао Боинг 777, већи двомоторни авион. Током деведесетих Боинг 767 је био најчешће коришћени авион на летовима између Северне Америке и Европе.
Од априла 2012. Боинг 767 је добио укупно 1 090 поруџбина од 71 авио-компаније, од којих су 1 023 примерка испоручена. У јулу 2011. 837 примерка су и даље летела за разне авио-компаније. Највише произвођена верзија је била верзија -300ER, са 552 примерка. Делта ерлајнс је највећи оператер са 94 авиона у својој флоти.
Конкурентни авиони Боинга 767 су: Ербас А300, Ербас А310 и Ербас А330-200, док је наследник Боинг 787, који је први пут полетео у октобру 2011. за авио-компанију Ол нипон ервејз.

## Развој

### Концепт
У седамдесетима Боинг 747 је био први широкотрупни авион који је ушао у комерцијалну употребу. Боинг 747 је био први авион који је имао труп, довољно широк да би могао да има два пролаза у кабини. Боинг је започео развој пројекта, тада названог 7X7, две године након уласка 747 у службу. Боинг 7X7 је требало да буде широкотрупни авион, који је требало да замени Боинг 707 и друге ускотрупне авионе. Авион је требало да има два пролаза, али мањи труп од Боинга 747, Макдонел Дагласа DC-10 и Локида L-1011, који су били широкотрупни авиони. Због тога што је развој пројекта 7X7 био веома ризичан, Боинг се удружио са италијанском коорпорацијом Аериталија, Цивилном Транспортном Развојном Коорпорацијом - ЦТРК(енгл. Civil Transport Development Corporation - CTDC) и са конзорцијумом Јапанских авионских компанија. Овај догађај је обележио прву велику међународну сарадњу, а Аериталија и ЦТРК су потписали уговор са Боингом, чиме су добили доста залиха, због раног учествовања у пројекту 7X7. Оригиналан пројекат 7X7 је требало да буде авион са кратком полетном и слетном дужином и био је намењен за кратке летове, али су поручиоци желели да пројекат 7X7 буде авион са трансконтиненталним долетом. У почетку развоја овај авион је требало да има два до три мотора и тзв. Т-реп.
До 1976. године, је одлучено да ће 767 имати конфигурацију са два мотора попут Ербаса А300. Одлука да авион користи два мотора је била последица тога што су произвођачи у авио-индустрији желели да произведу економичније авионе, са јачим млазним моторима. Иако су авио-компаније желеле широкотрупни авион, Боинг се фокусирао на тржиште које је захтевало авион средње величине. Боинг је желео да 7X7 превози велики број путника између највећих градова на свету. Побољшања у авио-индустрији су допринели пројекту 7X7. Авион је користио нове двопроточне турбомлазне моторе, имао је побољшану аеродинамику, нове побољшане системе и лакше материјале који су коришћени у изградњи. Многа нова побољшања је требало да се примене на новом пројекту тада названог 7N7, који је касније постао Боинг 757. Развој оба пројекта је се наставио до касних седамдесетих.
Јануара 1978. године, Боинг је изјавио да ће се у фабрици Еверет, која је испрва била намењена само за производњу Боинга 747, производити и Боинг 767. Боинг је фебруара исте године изјавио да ће се нови авион производити у 3 варијанте: 767-100 са 190 седишта, 767-200 са 210 седишта и верзија 767МR/LR са три мотора, која би требало да има 200 седишта и интерконтинентални долет за дугачке руте. Прва поруџбина 767-ице је стигла од Јунајтед ерлајнса 14. јула 1978. године, авио-компаније која је наручила 30 примерака верзије -200, након чега су Американ ерлајнс и Делта ерлајнс наручли 50 примерака исте верзије. Боинг 767-100 никада није ни понуђен за продају, због веома сличног броја седишта као на Боингу 757, док је пројекат 767МR/LR обустављен и тако Боинг 767 је остао двомоторни авион.

### Дизајнерски труд
У каснијим седамдесетима, економичност је уместо капацитета, била пресудна у куповини нових авиона. Због тога, је 767 конструисан тако да потрошња горива буде што мања. Боинг је желео да смањи потрошњу горива од 20 до 30 процената у односу на авионе ранијих генерација, углавном уз помоћ напреднијих мотора и нове конструкције крила авиона. Инжењери су конструисали једну трећину авиона, уз помоћ компјутерских софтвера. Модел авион је током тестирања провео 26 000 сати у аеротунелима. Боинг 767 је конструисан упоредно са Боингом 757, тако да је то Боингу уштедело доста новца. На крају, оба авиона су имала сличну: конструкцију, авионику, систем управљања летом и инструменте лета. Заједно оба пројекта су коштала Боинг од 3,5 до 4 милијарди долара.
У почетку, поручиоци су могли да бирају између два мотора - Прат & Витни ЈТ9Д или Џенерал Електрик ЦФ6. Ово је био први пут да је Боинг понудио више од два модела мотора за један авион. Оба мотора су производила 210 kN потиска. Мотори су били постављени на једну трећину крила удаљености од трупа, слично као на претходним широкотрупним тромоторним авионима. Већа крила су израђена тако да смање отпор ваздуха. Крила су омогућила да авион крстари на већој висини, да има веће резервоаре за гориво и омогућавала су то да труп касније може бити проширен. Долет верзије -200 је био довољно велик да авион прелети северноамерички континент, али је често коришћена за летове преко Атлантика. Верзија -200 је имала долет од 7 130 km.
Труп 767 је имао ширину, која се налазила између ширине трупа Боинга 707 и Боинга 747, од 5,03 метара. Иако је 767 широкотрупни авион који је имао мању ширину трупа од уобичајне, у овај авион попречно могу да стану 7 седишта са два пролаза. Због мање ширине трупа, смањен је и отпор ваздуха током лета. Због конвенционалне конструкције репа, омогућено је да и у задњем реду буду постављена 7 седишта, да се оба одељка пружају до краја авиона и да не долази до прескакања при постављању редова ка задњем делу авиона.
Боинг 767 је био први боингов широкотрупни авион који је имао стаклену пилотску кабину. У пилотској кабини су коришћени монитори са катедним цевима у боји. Због тога, на летовима није био потребан инжењер лета, него су све његове обавезе извршавали пилот и копилот. Иако би то смањило трошкове, Јунајтед ерлајнс је захтевао да у пилотској кабини буду три члана, због тога што су били забринути око проблема који долазе са увођењем новог авиона у флоту. Пилотска кабина Јунајтед ерлајнса је имала три члана све док Америчка председничка радна група није утврдила да је безбедно да пилотска кабина има само два члана. Аустралијска авио-компанија Ансет Аустралија је своје моделе Боинга 767 наручила са кофигурацијом пилотске кабине за три члана, због захтева синдиката. Ово је била једина авио-компанија која је управљала својим 767-ицама са 3 члана у пилотској кабини. Оваква пилотска кабина је била постављена и на 757-ици што је омогућило да пилоти са Боинга 767, после кратке обуке, могу да управљају и са Боингом 757. Због тога су авио-компаније често наручивале оба модела за своју флоту.

### Производња и испитивање
За производњу 767-ице Боинг је формирао мрежу домаћих добављача и сарађивао је са италијанском Аериталијом и јапанским CTDC-ом. Крила и путничка кабина су произведени у Сједињеним Државама, док је Аериталија производила контролне површине. Фирма Боинг Хеликоптери је произвела крила, док је предњи део трупа произведен у Боинговом одељку у Вичити у Канзасу. CTDC је уз помоћ доста других јапанских фирми произвео део конструкције, врата стајног трапа, средишњи део трупа, задњи део трупа, врата и реп. Сви произведени делови су транспортовани до фабрике Еверет, где су били састављани. Процес склапања делова је био убрзан, због коришћења роботске машинерије, која је аутоматизовала процес бушења рупа и постављања шрафова. Производња првог примерка је почела 6. јула 1979.
Прототип-летелица, регистрационе ознаке „N767BA“, је имала ЈТ9Д млазне моторе и изашла је из фабрике 4. августа 1981. До тада, Боинг је примио 173 наруџбина за модел 767 од 17 купаца. Неки од купаца су били: Ер Канада, Ел Нипон ервајз, Британија ервејз, Трансбразил, Транс Врлд ерлајнс и др. Прототип-летелица је први пут полетела 26. септембра 1981. У пилотској кабини су се налазили боингови тест-пилоти Томи Едмондс, Лу Валик и Џон Брит. На првом лету летелица није могла да увуче стајни трап, због цурења хидрауличних течности. Ова летелица је коришћена на много тест летова.
Након десето-месечног тестирања произведено је 6 летелица, од којих су прве четири имале ЈТ9Д, а пета и шеста користиле ЦФ6 моторе. Првих пет летелица су се користиле за процену авионике, система лета, руковање и перформанси, док је шеста испитивала нове руте. Пилоти који су управљали овим летелицама су рекли да је управљати 767-ицом релативно лако. Након 1600 сати лета, Боинг 767-200 са моторима ЈТ9Д је добило одобрење за обављање летова од америчке Савезне управе за цивилно ваздухопловство (енгл. Federal Aviation Administration - FAA) и британске Управе за цивилну авијацију (енгл. Civil Aviation Authority - CAA) у јулу 1982. Први примерак је испоручен Јунајтед ерлајнсу 19. августа 1982. Боинг 767 са моторима ЦФ6 добио одобрење за обављање летова у септембру 1982. и први примерак је испоручен Делта ерлајнсу 25. октобра 1982.

### Улазак у службу
Боинг 767 је ушао у комерцијалну употребу са Јунајтед ерлајнсом, 8. спетембра 1982. Овај авион је на летовима између Денвера и Чикага користио ЈТ9Д млазне моторе. Боинг 767-200, кога су покретали мотори ЦФ6 је ушао у службу са Делта ерлајнсом, три месеца касније. У почетку Боинг 767 је коришћен на краћим рутама или на рутама преко америчког континента. Американ ерлајнс и Транс Врлд ерлајнс су почели да обављају летове 767-ицама крајем 1982. док су Ер Канада, Чајна ерлајнс и Ел Ал своје 767-ице примили 1983. Годину дана након уласка авиона у службу, објављено је да су 96,1% летова прошли без икаквих техничких потешкоћа и кварова, што је било више него за било који други авион.

### Продужени модели
Због тога што су авио-компаније биле заинтересоване за верзију која би могла да превезе више путника, Боинг је најавио развој верзија -300 и верзије са продуженим долетом -300ER 1984. године. Оба модела су могла да понесу до 20% путника више, док је верзија са продуженим долетом могла да обавља летове дуге до 11090 km. Џапан ерлајнс је прва авио-компанија која је поручила верзију -300, септембра 1983. Први прототип је полетео 30. јануара 1986. а испоручен је Џапан ерлајнсу 20. октобра исте године. Верзије -300ER је први пут полетела 9. децембра 1986. али је прва поруџбина је стигла тек марта 1987. од Американ ерлајнса и авион је за ову авио-компанију полетео 3. марта 1988. Верзије -300 и -300ER су јако брзо стигле велику популарност и оне чине две-трећине свих проданих примерака 767-ица.
Када је Боинг увидео да су верзије -300 и -300ER брзо стекле велику популарност, направљени су планови за још веће верзије Боинга 767, као што је двоспратна верзија, која је требало да има труп Боинга 767 и труп Боинга 757, који би се налазио изнад основног трупа. Године 1986. Боинг је најавио развој модела 767-X, који би требало да има већа крила, ширу путничку кабину, али та верзија није изазвала велико интересовање од авио-компанија. Боинг 767-X је касније постао Боинг 777. До производње Боинга 777 1995. године Боинг 767-300 и 767-300ER су били други по величини Боингови авиони, после Боинга 747.
Година 1989. је била најуспешнија година за Боинг 767 када је продато 132 модела. У раним деведесетима, Боинг 767 је био најпродаванији авион, што економска рецесија није омела. Боинг 767 је тада био модел авиона који је обављао највише трансатлантских летова између Северне Америке и Европе. До 2000. Боинг 767 је обавио више летова преко Атлантика, него сви други авиони заједно. Због Боинга 767 уведено је доста нових директних рута које су спајале највеће светске градове. Авион је имао мале оперативне трошкове и мањи капацитет, па је био идеалан за честе летове између светских метропола, али и између мањих градова које не захтевају авион са великим капацитетом.
Фебруара 1990. Бритиш ервејзу испоручен је први 767-300 опремљен моторима Ролс-Ројс РБ211. Пола године касније Бритиш ервејз је приземљио све 767-ице у својој флоти, због пронађених пукотина, на држачима мотора, на више авиона. Касније је откривено да су пукотине настале због веће тежине РБ211 мотора, од осталих мотора који су се користили на 767-ицама, за 1000kg. Због овог догађаја држач мотора је реконструисан на свим примерцима 767-ица који су били у комерцијалној употреби.
Јануара 1993. ЈуПиЕс ерлајнс је наручио Боинг 767-300F и тиме је отпочет развој ове верзије. У флоту ЈуПиЕс-а овај авион је ушао 16. октобра 1995. Овај авион су карактерисала карго врата, побољшани стајни трап и реконструисана равнија крила. Новембра 1993. Јапанска влада је поручила војну верзију Боинга 767, тада названу Боинг E-767 и тиме је отпочет развој ова верзије, која је била заснована на верзији -200ER. Прва два Боинга E-767 испоручена су Јапанским одбрамбеним снагама 1998.
Новембра 1995. Боинг је уместо развоја мање верзије Боинга 777, отпочео развој већег Боинга 767. Прототип је назван Боинг 767-400X касније преименован у 767-400ER, који је имао 12% више путничког простора од верзије -300, имао је побољшану путничку кабину, унапређени ентеријер и већи распон крила. Делта ерлајнс је поручила ову верзију, како би заменила своје остареле примерке Локид L-1011 Трајстара, који су се налазили у њеној флоти. Овај авион је требало да буде конкуренција Ербасу А330-200, краћој верзији Ербаса А330. Септембра 1997. Континентал ерлајнс је такође поручио овај модел како би заменио своје примерке Макдонел Дагласа DC-10. Ова верзија авиона је први пут полетела 9. октобра 1999. а у комерцијалну употребу је ушла 14. септембра 2000.

### Даљи развој
У раним 2000-има, број испорука Боинга 767 је достигао 900 примерака, али су наруџбине јако опале због лоше ситуације у којој су се тада нашле већина авио-компанија. Због тога Боинг је одустао од даљег развоја верзије 400ERX, а посветио се развоју Соничног Крузера, који би требало да лети до 15% брже, али уз потрошњу горива, као на Боингу 767. Пар месеци касније Боинг је изјавио да је почео развој на Боингу KC-767, који је друга војна верзија Боинга 767 и настала је од верзија 200ER. Коначна одлука о развоју верзије KC-767 је донета када је Италијанско ратно ваздухопловство поручило KC-767. Септембра 2002. Планирано је да овај авион у Италијанском ратном ваздухопловству има две намене: За пуњење резервоара других авиона у ваздуху и превоз терета. Јапанска влада је била други поручилац ове верзије. Америчко ратно ваздухопловство је маја 2003. изразило жељу да изнајми 100 примерка KC-767, како би та верзија заменила застареле примерке Боинга KC-135, али се од тога одустало годину дана касније. Први KC-767 је испоручен Јапанским одбрамбеним силама 2008. године.
Многе авио-компаније су желеле да у својој флоти имају авионе који нису бржи већ економичнији, па је због тога Боинг на крају 2002. године обуставио пројекат Сонични Крузер (енгл. Sonic Cruiser). Годину дана касније Боинг је покренуо пројекат који је назван 7E7, који би требало да буде сличних димензија и капацитета као Боинг 767, али би требало да буде израђен од композитних материјала, што би допринело мањој потрошњи горива до 20%, у односу на 767. Овај пројекат је касније назван Боинг Јелостоун пројекат Y2 (енгл. Boeing Yellowstone Project Y2). Овај пројекат је постао Боинг 787 Дримлајнер. За две године овај авион је постао најбрже продаван Боингов модел у њиховој историји. Због великих одлагања испоруке 787-ица, Боинг је понудио авио-компанијама свој Боинг 767-300ER. Неке 767-ице, које су биле старије од 20 година, су остале у флотама авио-компанија, због одлагања испорука. Због тога су техничке провере пооштрене и извођене чешће него уобичајно, а поред њих и провере за корозију, која је била чести проблем код 767-ица. Након одлагања које је трајало више од три година, први Боинг 787 испоручен је Ол нипон ервејзу, октобра 2011.
Боинг је примио велику поруџбину верзије -300F, 2007. године, када су ЈуПиЕс ерлајнс и ДиЕјџЕл Авиејшн поручили 33 примерка. Због великог интересовања за теретне авионе међу авио-компанијама, Боинг је разматрао производњу верзија -200 и -300F са већом полетном масом и производњу верзије -400ER са продуженим крилима и са авиоником Боинга 777. Број поруџбина у 2008. години је био 24, али је у 2010. години поручено само три примерка. У истом периоду дошло је до унапређивања већ произведених модела. Американ ерлајнс је 2008. године на својим примерцима Боинга 767-300ER поставио закривљене винглете. Винглети су били високи 3,35 m и смањили су потрошњу горива за 6,5%. Авио-компаније Делта ерлајнс и Ол нипон ервејз, су поручиле винглете за своје примерке Боинга 767.
Хиљадити Боинг 767 произведен је 2. фебруара 2011. и био намењен Ол нипон ервејзу. Овај авион је била верзија -300ER и био је 91. авион у Ел Нипоновој флоти. Са овим примерком Боинг 767 је био други широкотрупни авион који је произведен у 1000 примерака, поред Боинга 747. Хиљадити примерак је уједно бити последњи који је произведен на оригиналној производној траци. Након тога производна трака је померена на друго место у Еверет фабрици и заузимала је 50% мање простора у односу на оригиналну производну траку. Ослобођени простор је искоришћен за производњу Боинга 787, чија се производња тиме убрзала за 20%.
Ако Боинг не прими нове поруџбине за модел 767, производна трака би била активна до краја 2013. али упркос томе Боинг сматра да се производна трака неће затворити. Америчко ратно ваздухопловство планира да обнови неуспелу наруџбину Боинга KC-135 из 2003. То је резултат програма обнове флоте Америчког ратног ваздухопловства. Да би се производња наставила после 2013. Боинг би морао да прими 179 поруџбина за овај модел. ФедЕкс Експрес је децембра 2011. поручио 27 примерка, карго верзије 767-ице, како би заменио своју флоту Макдонел Дагласа DC-10. Јуна 2012. ФедЕкс је поручио још 19 примерка.

## Конструкција

### Уопштено
Боинг 767 је нискокрилни авион са носачем у центру, има конвенционални реп са једним вертикалним стабилизатором и једним кормилом. Стрела крила износи 31,5° што омогућава брзину крстарења од 0,8 маха или 858 km/h. Оба крила имају 6 предтрилаца и једно и двопрорезна закрилца; Унутрашњи и спољашњи елерон и 6 спојлера. Крила летелице израђена од полимера ојачаног угљеним влакнима, а део конструкције на авиону и приступни панелу су начињени од кевлара и коришћене су разне легуре алуминијума. Коришћење свих напредних материјала је смањило тежину авиона за 860 kg.
Како би се распоредила тежина авиона на земљи, на њему су постављени стајни органи који се састоје од 8 точкова који се налазе испод крила на главним ногама и још два која се налазе испод носа авиона на носној нози.
Првенствена конструкција крила и стајних органа, омогућила је да се креира продужена верзија -300, уз минималне измене. Боинг 767-400ER има веће стајне органе. Главне ноге стајних органа имају више растојање између њих. Боинг 767-400ER користи точкове, гуме и кочнице, исте као и оне на Боингу 777. Да би се спречило да реп дотакне површину земље током полетања, верзије -300 и 400ER имају уграђени мали увлачив точкић.
Поред сличне авионике и компјутерске технологије, 767 користи исти агрегат за покретање мотора, електрични систем напајања и хидрауличне делове као и Боинг 757. Пилотска кабина има исту конструкцију прозора, али је под издигнут, па пилоти и копилоти на 767-ици имају мању прегледност. Због великих сличности између авиона, омогућено је да пилоти са 767-ица уз мању обуку могу да управљају и са Боингом 757.

### Системи лета
Оригинална путничка кабина Боинга 767 је користила шест Роквел Колинсова ЦРТ монитора, који су приказивали електронски летачки систем, индикације мотора и алармантне податке везане за авион, што омогућује да пилоти обављају дужности за које је пре био задужен инжињер лета. ЦРТ монитори су заменили класичне електромеханичке инструменте, који су се користили на ранијим авионима. Систем управљања лета је био побољшана верзија оног на Боингу 747. Побољшана је била и аутоматска навигација, док су систем за аутоматско слетање и Илс били прилагођени за слетање по времену са слабом видљивошћу.
Боинг 767-400ЕR је имао шест Роквел Колинсова побољшана ЛЦД монитора, који се користе на Боингу 777 и на боинговој следећој генерацији 737-ица. ЛЦД монитори се могу програмирати тако да имају исту функцију као и они на претходним верзијама.

### Унутрашњост
Боинг 767 има кабину са два пролаза, са типичном конфигурацијом од 6 седишта у бизнис-класи и 7 попречно постављених седишта у економској класи у размештају 2-3-2. Већина(87%) седишта се налази до пролаза или прозора, тако да су та седишта брже попуњена него она која се налазе у средини. Ниједан путник није удаљен од пролаза више од једног седишта. У авион се попречно може уградити и 8 седишта, али се због велике тескобе то не практикује.
Са улазом 767-ице у комерцијалну службу, уведене су већи ормарићи, који су били на врху кабине, уграђено је више нужника за путнике него на претходним авионима. У овим ормарићима су могле да стану веће торбе или тежи свакодневни предмети. На задњем делу авиона се налази већи простор, који омогућује ефикасније и брже достављање оброка путницима, и брже утоваривање намирница на аеродромима. Врата се отварају нагоре. У она врата која се често користе се уграђује електромотор који помаже у њиховом отварању.
Од 2000. године на Боингу 767-400ЕR уведен је исти ентеријер као на Боингу 777. У овај ентеријер уведене су нови већи ормарићи који су се налазили изнад глава путника и уведено је ново-индиректно осветљење. Овакав ентеријер се може инсталирати и на старијим моделима Боинга 767. Неке авио-компаније су промениле панеле на плафону и увеле индиректно осветљење уз минималне измене архитектуре кабине.

## Варијанте
Боинг 767 се производи у 3 дужине, које су напредовале од модела 767-200, па све до модела 767-400ER.. Верзије -200ЕR и -300ЕR имају дужи долет, док се верзија -300F производи као карго авион, а верзије -200 и -300 основне путничке варијанте.
Због различитих верзија овог модела, модели се често означавају скраћеницама. На пример верзија 767-200 се означава скраћеницом 762, док се верзија 767-300 означава скраћеницом 763.

### Боинг 767—200
Верзија -200 је оригинални модел, који је ушао у комерцијалну употребу са Јунајтед ерлајнсом 1982. године. У почетку, овај авион је коришћен на најпопуларнијим рутама између највећих градова у САД (Лос Анђелес - Вашингтон). Овај авион је био први у историји авијације, који је обавио лет преко Пацифика, без потребе за слетањем ради допуњавања резервоара. Прве непрекидне летове обављала је америчка авио-компанија ТВА, који су почели 1. фебруара, 1985. године. Испоручено је 128 модела, од којих су у јулу 2011. у комерцијалној употреби била 64 модела.
Главна конкуренција овог модела су Ербас А300 и А310.

### Боинг 767—200ЕR
Верзија -200ЕR је била прва верзија са продуженим долетом која је ушла у комерцијалну употребу, 1984. са Израелском авио-компанијом Ел ал. Верзија је имала продужени долет захваљујући додатном централном резервоару и имала је повећану максималну полетну масу. од 179 000 kg. У почетку ова верзија је имала исте моторе као и верзија -200, али су касније постали доступни снажнији мотори Прат & Витни ПВ4000 и Џенерал Електрик ЦФ6. Овај авион је био први који је омогућио непрекидне летове преко Пацифика. Овај авион је је оборио рекорд 1988. године када је Ер Маурицијус обавио лет од Халифакса у Новој Шкотској у Канади до Порт Луја на Маурицијусу на дистанци од 16,126 km. Овај авион је био популаран на дугачким рутама са мањим бројем путника у односу на велике Џамбо-џетове, као што с руте од Њујорка до Пекинга. До данас је испоручен 121 модел, а у комерцијалној употреби се налазе 64 авиона.
Главна конкуренција су му Ербас А300-600Р и Ербас А310-300.

### Боинг 767—300
Верзија -300 је била прва продужена верзија овог модела авиона. Ушла је у комерцијалну употребу са Џапан ерлајнсом 1986. године. Од верзије -200, верзија -300 је дужа за 6,43 метара. Додати су продужеци трупа испред и иза крила, што је довело до укупне дужине од 54,9 метара. Због тога што су дизајнери желели да задрже оригиналност овог модела авиона, крила, мотори и већина система на авиону су остали непромењени. Мотори које ова верзија користи су Прат & Витни ПВ4000 и Ролс-Ројс РБ211. Ова верзија је била популарна на јако фреквентним рутама измежи Азије и Европе. Испоручено је свих 104 модела авиона који су били наручени. Од јула 2011. 101 примерак је и даље био у комерцијалној употреби.
Главна конкуренција верзије -300 је Ербас А300.

### Боинг 767—300ЕR
Верзија -300ЕR је била верзија са продуженим долетом у односу на верзију -300. Верзија -300ЕR је ушла у комерцијалну употребу 1988. године са Американ ерлајнсом. Ова верзија је имала веће резервоаре за гориво и већу максималну полетну масу (185 000 kg). До 1993. максимална полетна маса је повећана за 2 тоне. Ова верзија користи моторе Прат & Витни ПВ4000, Ролс-Ројс РБ211 или Џенерал Електрик ЦФ6. Типичне руте су од Лос Анђелеса до Франкфурта. Ова верзија је била најпопуларнија верзија од свих верзија Боинга 767. До јуна 2012. испоручено је 584 модела. Од јула 2011. 511 модела су још увек били у комерцијалној употреби.
Овај модел је конкуренција Ербасовом моделу А330-200.

### Боинг 767—300F
Верзија -300F, је настала од верзије 767-300ЕR, која је ушла у комерцијалну употребу са ЈуПиЕс ерлајнсом 1995. године. Верзија -300F може да понесе до 24 стандардних палета димензија: 2 200 mm са 3 200 mm. Укључујући горњи и доњи ниво, у авион може да стане 438 m³ терета. На главном нивоу се налазе врата за карго терет и за посаду, док се на доњем нивоу налазе два бочна карго отвора и још један на десној страни. Верзија са аутоматским системима за распоред терета, расхладним уређајима и објектима за посаду је достављена Азијана ерлајнсу 23. августа 1996. године. До јуна 2012. испоручен је 71 примерак, а остало је још 55 наруџбина. Од јула 2011. у комерцијалној употреби су била 59 примерака.
Јуна 2008. Ел Нипон ерверзу је испоручен први 767-300BCF, модел који је служио као и карго и путнички авион. Преобраћање из карго у путнички модел и обрнуто се врши у Сингапуру од стране ЕсТи Ероспејс-а(енгл. ST Aerospace).

### Боинг 767—400ЕR
Верзија -400ЕR је први Боингов широко-трупни авион, који је настао од два проширења трупа. У комерцијалну употребу овај авион је ушао са Континентал ерлајнсом 2000. године. Од верзије -300, ова верзија је продужена за 6,34 метара и има укупну дужину од 61,3 метара. Распон крила је такође повећан за 4,36 метара и врхови крила су били накривљени, ради смањења отпора ваздуха. Пилотска кабина је била обновљена, авион је имао ново-дизајнирани стајни трап, а унутрашњост је била као она на Боингу 777. Ова верзија је користила моторе Прат енд Витни ПВ4000 или Џенерал електрик ЦФ6.
Пошто резервоари нису повећани у односу на друге верзије са продуженим долетом, ова верзија има долет од 10.418 километара. Типична рута која је планирана је била од Лондона до Токија. 2000. је понуђена верзија ЕRX, која би требало да има продужени долет, али због велике незаинтересованости, верзија -400ЕR је остала највећа верзија Боинг 767 серије. Само две авио-компаније су управљале овим авионом - Делта ерлајнс и Континентал ерлајнс и јула 2011. управљале су свима 37 модела.
Очекује се да овај авион конкурише Ербасу А330-200.

### Неразвијене варијанте
Боинг 767-400ERX
Боинг је 2000. године јавности представио верзију -400ЕRX, заједно са моделом Боинг 747X. Верзија -400ЕRX је требало да буде верзија -400ЕR са продуженим долетом. Верзија -400ЕRX је требало да користи моторе Боинга 747X, названи Енџин Елијемс ГП7000 и Ролс-Ројс Трент 600. Ова верзија је требало да има долет од 12 023 km. Кенија ервејз је поручила 3 модела, како би проширила своју флоту Боинга 767, али када је Боинг отказао развој програма 767ЕRX, Кенија ервејз је пребацила своје поруџбине на модел 777-200ЕR.
Боинг Е-10 MC2A
Било је у плану да E-10 MC2A буде верзија 767-400ER, која би заменила старије моделе Боинга 707 Америчког ратног ваздухопловства. Направљен је само један прототип, али је после отказивања пројекта 2009. продат Бахреину, као авион за ВИП транспорт.

## Корисници
Највеће поруџбине модела 767 су дошле од Делта ерлајнса, Американ ерлајнса и Ел Нипон ервејза. Од децембра 2011. Делта ерлајнс је највећи оператер, са 117 примерка у својој флоти. Делта ерлајнс је авио-компанија, кроз чију су флоту прошли све верзије овог модела. Модел 767-400ЕR је стоти модел који је ушао у Делтину флоту, октобра 2000. Највећи оператер карго верзије је Ју-Пи-Ес ерлајнс, авио-компанија која је поручила 59 примерака, од којих, децембра 2011. није било испоручено 15 примерака.
Укупно 837 примерака овог модела су били у комерцијалној употреби у јулу 2011. Највећи оператери су: Делта ерлајнс(94), Американ ерлајнс(73), Ал Нипон ервејз(63), Јунајтед ерлајнс (60), Ју-Пи-Ес ерлајнс(59), Џапан ерлајнс (44), Еј-Би-Екс ер (42), Ер Канада (31) и остале авио-компаније са неколико примерака у својој флоти.

### Наруџбине и испоруке
Наруџбине и испоруке по годинама
| Година    | Укупно | 2012 | 2011 | 2010 | 2009 | 2008 | 2007 | 2006 | 2005 | 2004 | 2003 | 2002 | 2001 | 2000 | 1999 | 1998 | 1997 | 1996 |
| --------- | ------ | ---- | ---- | ---- | ---- | ---- | ---- | ---- | ---- | ---- | ---- | ---- | ---- | ---- | ---- | ---- | ---- | ---- |
| Наруџбине | 1105   | 19   | 42   | 3    | 2    | 28   | 36   | 10   | 15   | 9    | 10   | 8    | 40   | 9    | 30   | 38   | 79   | 43   |
| Испоруке  | 1032   | 18   | 20   | 12   | 13   | 10   | 12   | 12   | 10   | 9    | 24   | 35   | 40   | 44   | 44   | 47   | 42   | 43   |

| Година    | 1995 | 1994 | 1993 | 1992 | 1991 | 1990 | 1989 | 1988 | 1987 | 1986 | 1985 | 1984 | 1983 | 1982 | 1981 | 1980 | 1979 | 1978 |
| --------- | ---- | ---- | ---- | ---- | ---- | ---- | ---- | ---- | ---- | ---- | ---- | ---- | ---- | ---- | ---- | ---- | ---- | ---- |
| Наруџбине | 22   | 17   | 54   | 21   | 65   | 52   | 100  | 83   | 57   | 23   | 38   | 15   | 20   | 2    | 5    | 11   | 45   | 49   |
| Испоруке  | 37   | 41   | 51   | 63   | 62   | 60   | 37   | 53   | 37   | 27   | 25   | 29   | 55   | 20   | 0    | 0    | 0    | 0    |

- Информације од Боинга, са краја августа 2012.[29][43][44][45]

Број наруџбина и испорука по верзијама.
|             | 767-200 | 767-200ER | 767-2C | 767-300 | 767-300ER | 767-300F | 767-400ER | Укупно |
| ----------- | ------- | --------- | ------ | ------- | --------- | -------- | --------- | ------ |
| Наруџбине   | 128     | 121       | 4      | 104     | 572       | 84       | 38        | 1051   |
| Испоруке    | 128     | 121       | -      | 104     | 548       | 61       | 38        | 1000   |
| Број купаца | 17      | 29        | 1      | 7       | 45        | 7        | 3         | –      |

Највећи купци Боинга 767.
| Африка            | Африка | Америка                                      | Америка | Азија           | Азија | Европа                        | Европа | Аустралија и Океанија | Аустралија и Океанија |
| ----------------- | ------ | -------------------------------------------- | ------- | --------------- | ----- | ----------------------------- | ------ | --------------------- | --------------------- |
| Етиопијан ерлајнс | 11     | Делта ерлајнс                                | 117     | Ол нипон ервејз | 96    | Бритиш ервејз                 | 28     | AWAS                  | 33                    |
| Кенија ервејз     | 6      | Американ ерлајнс                             | 88      | Џапан ерлајнс   | 60    | Скандинејвијан ерлајнс систем | 16     | Квантас               | 29                    |
| Ројал ер Марок    | 4      | Ју-Пи-Ес ерлајнс                             | 59      | Гулф ер         | 20    | Трансаеро                     | 12     | Ер Нови Зеланд        | 8                     |
| Ер Зимбабве       | 2      | Међународна финансијска закупна коорпорација | 57      | Азијана ерлајнс | 12    | Кондор                        | 11     |                       |                       |

## Карактеристике
|                                                          | 767-200                                                                              | 767-200ЕR                                                                            | 767-300                                                                                         | 767-300ER                                                            | 767-300F                                                         | 767-400ER                                                            |
| -------------------------------------------------------- | ------------------------------------------------------------------------------------ | ------------------------------------------------------------------------------------ | ----------------------------------------------------------------------------------------------- | -------------------------------------------------------------------- | ---------------------------------------------------------------- | -------------------------------------------------------------------- |
| Посада                                                   | Два члана                                                                            | Два члана                                                                            | Два члана                                                                                       | Два члана                                                            | Два члана                                                        | Два члана                                                            |
| Типични број седишта                                     | 181 (3 путничке класе) 224 (2 путничке класе) 255; опционално 290 (1 путничка класе) | 181 (3 путничке класе) 224 (2 путничке класе) 255; опционално 290 (1 путничка класе) | 218 (3 путничке класе) 269 (2 путничке класе) 350 (1 путничка класе)                            | 218 (3 путничке класе) 269 (2 путничке класе) 350 (1 путничка класе) |                                                                  | 245 (3 путничке класе) 304 (2 путничке класе) 375 (1 путничка класе) |
| Теретни капацитет                                        | 81,4 m³                                                                              | 81,4 m³                                                                              | 106,8 m³                                                                                        | 106,8 m³                                                             | 438 m³                                                           | 129,6 m³                                                             |
| Укупна дужина                                            | 48,5 m                                                                               | 48,5 m                                                                               | 54,9 m                                                                                          | 54,9 m                                                               | 54,9 m                                                           | 61,4 m                                                               |
| Распон крила                                             | 47,6 m                                                                               | 47,6 m                                                                               | 47,6 m                                                                                          | 47,6 m                                                               | 47,6 m                                                           | 51,9 m                                                               |
| Површина крила                                           | 283,3 m²                                                                             | 283,3 m²                                                                             | 283,3 m²                                                                                        | 283,3 m²                                                             | 283,3 m²                                                         | 290,7 m²                                                             |
| Висина трупа                                             | 5,41 m                                                                               | 5,41 m                                                                               | 5,41 m                                                                                          | 5,41 m                                                               | 5,41 m                                                           | 5,41 m                                                               |
| Ширина трупа                                             | 5,03 m                                                                               | 5,03 m                                                                               | 5,03 m                                                                                          | 5,03 m                                                               | 5,03 m                                                           | 5,03 m                                                               |
| Ширина кабине (унутра)                                   | 4,72 m                                                                               | 4,72 m                                                                               | 4,72 m                                                                                          | 4,72 m                                                               | 4,72 m                                                           | 4,72 m                                                               |
| Максимални капацитет горива                              | 63000 l                                                                              | 91000 l                                                                              | 63000 l                                                                                         | 91000 l                                                              | 91000 l                                                          | 91000 l                                                              |
| Тежина авиона                                            | 80130 kg                                                                             | 82380 kg                                                                             | 86070 kg                                                                                        | 90010 kg                                                             | 86180 kg                                                         | 103870 kg                                                            |
| Максимална полетна маса                                  | 142880 kg                                                                            | 179170 kg                                                                            | 158760 kg                                                                                       | 186880 kg                                                            | 186880 kg                                                        | 204120 kg                                                            |
| Долет при максималној полетној маси                      | 7300 km                                                                              | 11825 km                                                                             | 7900 km                                                                                         | 11065 km                                                             | 6025 km                                                          | 10415 km                                                             |
| Брзина крстарења                                         | 0,80 маха (851 km/h на 11 000 m)                                                     | 0,80 маха (851 km/h на 11 000 m)                                                     | 0,80 маха (851 km/h на 11 000 m)                                                                | 0,80 маха (851 km/h на 11 000 m)                                     | 0,80 маха (851 km/h на 11 000 m)                                 | 0,80 маха (851 km/h на 11 000 m)                                     |
| Максимална брзина крстарења                              | 0,86 маха (913 km/h на 11 000 m)                                                     | 0,86 маха (913 km/h на 11 000 m)                                                     | 0,86 маха (913 km/h на 11 000 m)                                                                | 0,86 маха (913 km/h на 11 000 m)                                     | 0,86 маха (913 km/h на 11 000 m)                                 | 0,86 маха (913 km/h на 11 000 m)                                     |
| Дужина залета при полетању са максималном полетном масом | 1768 m                                                                               | 2743 m                                                                               | 2410 m                                                                                          | 2530 m                                                               | 2621 m                                                           | 3109 m                                                               |
| Мотори (x2)                                              | Прат & Витни ЈТ9Д Прат & Витни ПВ4000 Џенерал Електрик ЦФ6 Џенерал Електрик ЦФ6-80Ц2 | Прат & Витни ПВ4000-94 Џенерал Електрик ЦФ6-80Ц2                                     | Прат & Витни ЈТ9Д-7Р4 Прат & Витни ПВ4000-94 Џенерал Електрик ЦФ6-80A Џенерал Електрик ЦФ6-80Ц2 | Прат & Витни ПВ4000-94 Џенерал Електрик ЦФ6-80Ц2 Ролс-Ројс РБ211     | Прат & Витни ПВ4000-94 Џенерал Електрик ЦФ6-80Ц2 Ролс-Ројс РБ211 | Прат & Витни ПВ4000-94 Џенерал Електрик ЦФ6-80C2                     |
| Потисак (x2)                                             | ЏЕ: 222 kN                                                                           | ПВ: 282 kN ЏЕ: 276 kN                                                                | ПВ: 220 kN                                                                                      | ПВ: 6282 kN ЏЕ: 276 kN РР: 265 kN                                    | ПВ: 6282 kN ЏЕ: 276 kN РР: 265 kN                                | ПВ: 282 kN ЏЕ: 282 kN                                                |

Извор: Спецификације Боинга 767.